# 日本情報オリンピック
日本情報オリンピック（にほんじょうほうオリンピック、Japanese Olympiad in Infomatics 通称JOI）は、日本の中高生の情報科学的な能力の育成と、国際情報オリンピックに派遣する日本代表選手の選抜を目的とした大会である。1994〜1997年に実施され、中断の後2005年から科学技術振興機構の助成を受けて再開されている。科学オリンピックの1つである。
2021年4月には史上初となる日本情報オリンピック女性部門を開催。ヨーロッパ女子情報オリンピックの代表選手の選抜のための大会である。

## 概要

### 参加資格
参加資格は、翌年の国際情報オリンピックに参加資格があること、すなわち高校2年生以下である。正確には、翌年度の4月の時点で、高校またはそれ以前の学校（高専の場合は高校の相当学年）の在学生かつ20歳未満の者である。

### 一次
9～11月頃にWeb上で3回実施される。一次予選は参加資格を満たさない者でも参加できる。
3問出題され、2問正解すると繰り返しを含む基本的なプログラムを適切に書くことができる者と認定され、予選Bランクとなる。

### 二次予選
いずれかの一次予選で予選Bランクとなった者は、二次予選に参加することができる。
5問出題され、成績上位者には予選Aランクとされる。
好成績を収めた参加者（例年80名前後）は本選に招待される。具体的には、
　1. 提携プログラミングコンテストで優勝したチームメンバーのうち、予選実施日の6日前までに本選への参加希望を提出した者
　2.春合宿招待者のうち、予選実施日の6日前までに本選への参加希望を提出した者
　3.ブロック制による本選招待者
　4.女性参加者奨励制度による本選招待者
　5.予選成績がAランクの参加者
　6.指定校内の上位参加者
のいずれかに当てはまる者が本選へ行くことが出来る。

### 本選
2月頃に国内の1か所で実施される。上述の予選Aランク者、提携コンテスト優勝チームメンバーなどが招待される。
5時間で数題を回答する。使用できるプログラミング言語はCもしくはC++のみである。
成績上位からAランク、Bランク、Cランクに分類される。主にAランク者は春合宿に招待される。また1〜3位には金賞、銀賞、銅賞、上位3賞を除くブロック優秀者にはブロック賞が与えられる。
また、女性参加者の中での成績優秀者にも賞が与えられる。

### 春合宿
3月に国内の１か所で実施される。本選通過者20人前後が招待されて行われる。
講義と試験が行われる。使用できるプログラミング言語はC++のみである。また、期間中に本選の表彰式も実施する。
選考のうえ4名が国際情報オリンピックの代表選手として派遣される。他の国際科学オリンピックへの出場を希望する者がいると、日程の都合上繰り上がり選抜される場合もある。

### IOI2018日本開催
2014年台北大会中に実施されたIOI総会において、2018年第30回国際情報オリンピックを日本で開催することが決定した。

## 記録

### 本選受賞者
| 回 | 年     | 金賞                         | 銀賞                                                  | 銅賞                       | 参加者数 |
| -- | ------ | ---------------------------- | ----------------------------------------------------- | -------------------------- | -------- |
| 1  | 1994年 | 松山健吾                     | 伊藤哲史                                              | 渕上竜司                   |          |
| 2  | 1995年 | 飯島浩光                     | 伊藤剛志                                              | 伊藤哲史                   |          |
| 3  | 1996年 | 伊藤剛志                     | 清木昌                                                | 飯島浩光                   |          |
| 4  | 1997年 | 清木昌                       | 伊藤剛志                                              | 笹尾卓宏                   |          |
| 5  | 2006年 | 秋葉拓哉                     | 片岡俊基                                              | 今城健太郎 渡部正樹        | 59       |
| 6  | 2007年 | 片岡俊基                     | 伊藤康人                                              | 山下晃弘 奥田遼介          | 150      |
| 7  | 2008年 | 副島真                       | 松元叡一                                              | 吉田周平                   | 334      |
| 8  | 2009年 | 副島真 滝聞太基 保坂和宏     | 山下洋史                                              | 村井翔悟                   | 415      |
| 9  | 2010年 | 村井翔悟                     | 原将己                                                | 山下洋史                   | 531      |
| 10 | 2011年 | 村井翔悟                     | 今西健介 原将己                                       | 笠浦一海                   | 714      |
| 11 | 2012年 | 笠浦一海 二階堂建人 村井翔悟 | 河田旺 秀郁未                                         | 池田基樹 北村寛 劉鴻志     | 729      |
| 12 | 2013年 | 劉鴻志                       | 岩井龍之介                                            | 熊崎剛生                   | 857      |
| 13 | 2014年 | 井上卓哉 隈部壮 佐藤竜馬     | 伊佐碩恭 岩井龍之介 高谷悠太                          | ー                         | 998      |
| 14 | 2015年 | 髙谷悠太                     | 増田隆宏                                              | 河原井 啓                  | 1121     |
| 15 | 2016年 | 増田隆宏                     | 髙谷悠太                                              | 坂部圭哉 行方光一 吉田拓人 | 998      |
| 16 | 2017年 | 川崎理玖 髙谷悠太            | ー                                                    | 米田寛峻                   | 1052     |
| 17 | 2018年 | 米田優峻                     | 井上航 清水郁実 行方光一                              | ー                         | 978      |
| 18 | 2019年 | 田草川瑞生                   | 戸髙空                                                | ー                         | 1086     |
| 19 | 2020年 | 松尾凜太朗                   | 平木康傑                                              | 米田寛峻                   | 1265     |
| 20 | 2021年 | 菅井遼明                     | 神尾悠陽 菊地朝陽 児玉大樹 田中優希 田村唯 松尾凜太朗 | ー                         |          |
| 21 | 2022年 | 田中優希                     | 西脇響喜                                              | 児玉大樹                   |          |
| 22 | 2023年 | 田中優希                     | 太田克樹 児玉大樹                                     | ー                         |          |
| 23 | 2024年 | 林涼太郎                     | 関口勇音                                              | 太田克樹                   |          |

### 女子部門受賞者
| 回 | 年     | 金賞           | 銀賞     | 銅賞            | 参加者数 |
| -- | ------ | -------------- | -------- | --------------- | -------- |
| 1  | 2021年 | 南平真希       | 町野有夏 | 小田華子 藤居星 | 125      |
| 2  | 2022年 | 大野栞         | 山下結菜 | 藤居星          |          |
| 3  | 2023年 | ヘファナン色葉 | 藤居星   | 植田奈々子      |          |
| 3  | 2024年 | 籏智里奈       | 藤居星   | 植田奈々子      |          |

### 過去の日本代表選手
| 年            | 開催地           | 日本の成績         | 日本のメダル数     | 選手       | 成績 | 選手     | 成績 | 選手       | 成績 | 選手       | 成績 |
| ------------- | ---------------- | ------------------ | ------------------ | ---------- | ---- | -------- | ---- | ---------- | ---- | ---------- | ---- |
| 1994年        | スウェーデン     | 15位               | 銀2                | 松山健吾   | 銀   | 伊藤哲史 | 銀   | －         | －   | －         | －   |
| 1995年        | オランダ         | 11位               | 金1銅1             | 伊藤哲史   | 金   | 木内哲平 | 銅   | －         | －   | －         | －   |
| 1996年        | ハンガリー       | 位                 | なし               | 伊藤剛志   |      | 小林悠   |      | －         | －   | －         | －   |
| 1997 - 2005年 | 不参加           | －                 | －                 | －         | －   | －       | －   | －         | －   | －         | －   |
| 2006年        | メキシコ         | 6位                | 金2銅1             | 片岡俊基   | 金   | 渡辺正樹 | 金   | 今城健太郎 | 銅   | 秋葉拓哉   |      |
| 2007年        | クロアチア       | 14位               | 金2銅1             | 片岡俊基   | 金   | 吉田雄紀 | 銀   | 松元叡一   | 銅   | 奥田遼介   |      |
| 2008年        | エジプト         | 11位               | 金1銀1銅2          | 保坂和宏   | 金   | 副島真   | 銀   | 滝聞太基   | 銅   | 松元叡一   | 銅   |
| 2009年        | ブルガリア       | 6位                | 金2銀1銅1          | 滝聞太基   | 金   | 保坂和宏 | 金   | 副島真     | 銀   | 平野湧一郎 | 銅   |
| 2010年        | カナダ           | 2位                | 金2銀2             | 原将己     | 金   | 村井翔悟 | 金   | 今西健介   | 銀   | 山下洋史   | 銀   |
| 2011年        | タイ             | 8位                | 金1銀3             | 村井翔悟   | 金   | 今西健介 | 銀   | 城下慎也   | 銀   | 原将己     | 銀   |
| 2012年        | イタリア         | 7位                | 金1銀3             | 村井翔悟   | 金   | 笠浦一海 | 銀   | 秀郁未     | 銀   | 劉鴻志     | 銀   |
| 2013年        | オーストラリア   | 11位               | 金1銀2             | 熊﨑剛生   | 金   | 隈部壮   | 銀   | 劉鴻志     | 銀   | 三谷庸     |      |
| 2014年        | 台湾             | 11位               | 金1銀2銅1          | 髙谷悠太   | 金   | 伊佐碩恭 | 銀   | 小倉拳     | 銀   | 佐藤竜馬   | 銅   |
| 2015年        | カザフスタン     | 5位                | 金3銅1             | 髙谷悠太   | 金   | 増田隆宏 | 金   | 井上卓哉   | 金   | 松崎照央   | 銅   |
| 2016年        | ロシア           | 4位                | 金2銀2             | 井上卓哉   | 金   | 髙谷悠太 | 金   | 川﨑理玖   | 銀   | 増田隆宏   | 銀   |
| 2017年        | イラン           | 1位                | 金3銀1             | 髙谷悠太   | 金   | 川﨑理玖 | 金   | 河原井啓   | 金   | 坂部圭哉   | 銀   |
| 2018年        | 日本             | 12位               | 金1銀1銅2          | 井上航     | 金   | 細川寛晃 | 銀   | 清水郁実   | 銅   | 行方光一   | 銅   |
| 2018年        | 日本             | 参考：特別参加選手 | 参考：特別参加選手 | 米田優峻   | (金) | 米田寛峻 | (銀) | 平木康傑   | (銀) | 岸田陸玖   | (銅) |
| 2019年        | アゼルバイジャン | 7位                | 金1銀3             | 米田優峻   | 金   | 行方光一 | 銀   | 平木康傑   | 銀   | 戸髙空     | 銀   |
| 2020年        | オンライン       | 5位                | 金2銀2             | 松尾凛太朗 | 金   | 米田優峻 | 金   | 米田寛峻   | 銀   | 星井智仁   | 銀   |
| 2021年        | オンライン       | 5位                | 金2銀2             | 児玉大樹   | 金   | 菅井遼明 | 金   | 渡邉雄斗   | 銀   | 松尾凜太朗 | 銀   |
| 2022年        | インドネシア     | 1位                | 金4                | 児玉大樹   | 金   | 渡邉雄斗 | 金   | 田村唯     | 金   | 田中優希   | 金   |
| 2023年        | ハンガリー       | 1位                | 金4                | 田中優希   | 金   | 尼丁祥伍 | 金   | 児玉大樹   | 金   | 西脇響喜   | 金   |
| 2024年        | エジプト         | 3位                | 金2銀2             | 尼丁祥伍   | 金   | 太田克樹 | 金   | 平澤由埜   | 銀   | 林涼太郎   | 銀   |

### 過去のヨーロッパ女子情報オリンピック代表選手
| 年     | 開催地       | 日本の成績 | 日本のメダル数 | 選手   | 成績 | 選手           | 成績 | 選手     | 成績 | 選手     | 成績 |
| ------ | ------------ | ---------- | -------------- | ------ | ---- | -------------- | ---- | -------- | ---- | -------- | ---- |
| 2021年 | オンライン   | 12位       | 銀2            | 藤居星 | 銀   | 町野有夏       | 銀   | 小田華子 | ー   | 南平真希 | ー   |
| 2022年 | ドイツ       | 19位       | 銀1銅1         | 大野栞 | 銀   | 山下結菜       | 銅   | 藤居星   | ー   | 飯島亜海 | ー   |
| 2023年 | スウェーデン | 5位        | 金1銀3         | 藤居星 | 金   | ヘファナン色葉 | 銀   | 沈展帆   | 銀   | 小田華子 | 銀   |
| 2024年 | オランダ     | 4位        | 金1銀2         | 藤居星 | 金   | 植田奈々子     | 銀   | 籏智里奈 | 銀   | 志村瑛美 | ー   |

## 関連競技等

### 小中高生向け国際情報科学コンテスト『ビーバーチャレンジ』
ビーバーチャレンジ（Bebras Challenge “Bebras — International Challenge on Informatics and Computational Thinking”）とは2010年に開始したコンピュータ科学とComputational Thinkingに関する児童・生徒向けのコンテストである。参加は学校単位でのみ可能。学年に応じた問題が出題され、以下の5区分に分けられている。
- カスター（小学校3・4年生）（30分10問）
- ベンジャミン（小学校5・6年生）（30分10問）
- カデット（中学1・2年生）（40分12問）
- ジュニア（中学3年生・高校1年生）（40分12問）
- シニア（高校2・3年生）（40分12問）

## 運営
- 運営組織：特定非営利活動法人　情報オリンピック日本委員会（略称：IOI日本委員会）
- 運営資金：2005年度より、文科省補助金が科学技術振興機構経由で支援されている。その他NTTデータ、富士通などからの協賛や個人からの寄付で運営されている。

## 参照
1. ↑  “JOI実施記録 - 情報オリンピック日本委員会”. www.ioi-jp.org. 2021年1月29日閲覧。
2. ↑  “日本情報オリンピック 第1回女性部門（JOIG 2021）”. 日本情報オリンピック 第1回女性部門（JOIG 2021）. 2021年1月29日閲覧。
3. ↑  “第20回日本情報オリンピック”. 第20回日本情報オリンピック. 2021年1月29日閲覧。
4. ↑  スーパーコンピューティングコンテスト (Supercomputing Contest)、全国高等学校パソコンコンクール（パソコン甲子園） プログラミング部門、全国高等専門学校プログラミングコンテスト 競技部門
5. 1 2  全国を6つの地域ブロックに区分
6. ↑  Bランク以上の予選の女性参加者上位2名を本選へ招待する制度
7. ↑  情報オリンピック日本委員会が事前に認めた学校は指定校になることができる
8. ↑  IOI 2018 日本開催决定のお知らせ